# Serramanna
Serramanna é uma comuna italiana da região da Sardenha, na província da Sardenha do Sul, com cerca de 9.325 habitantes. Estende-se por uma área de 83 km², tendo uma densidade populacional de 112 hab/km². Faz fronteira com Nuraminis, Samassi, Sanluri, Serrenti, Villacidro, Villasor.

## Demografia
| Variação demográfica do município entre 1861 e 2011                               |
|                                                                                   |
| Fonte: Istituto Nazionale di Statistica (ISTAT) - Elaboração gráfica da Wikipedia |